# Queen's Cove
Queen's Cove is een plaats in de Canadese provincie Newfoundland en Labrador. De plaats bevindt zich aan de oostkust van het eiland Newfoundland en maakt deel uit van het local service district Random Sound West.

## Geografie
Queen's Cove ligt aan de zuidelijke oever van het meest westelijke gedeelte van Southwest Arm, een 24 km lange zeearm aan Newfoundlands oostkust. Het dorp is gelegen aan provinciale route 204 en grenst in het westen aan North West Brook. In oostelijke richting is de meest nabijgelegen plaats het 8 km verder gelegen gehucht Long Beach.

## Geschiedenis
Sinds 1990 kende het gemeentevrije dorp Queen's Cove een beperkt lokaal bestuur doordat de plaats een local service district (LSD) werd. In 2010 hield dat LSD op te bestaan door een fusie met Random Sound West.

## Demografie
Tussen 1991 en 1996 steeg de bevolkingsomvang van Queen's Cove van 125 naar 133, om uiteindelijk te dalen naar 104 inwoners in 2001. Er trad een demografische stabilisatie op daar er in 2006 105 inwoners geteld werden.
Vanaf de volkstelling van 2011 worden er niet langer aparte censusdata voor Queen's Cove bijgehouden. De plaats werd voor statistische redenen ingedeeld in de designated place (DPL) North West Brook-Ivany's Cove-Queen's Cove, naar de drie aan elkaar grenzende plaatsen langs Southwest Arm. Deze DPL is sinds 2021 eveneens opgeheven en gaan deel uitmaken van de nieuwe (met het LSD samenvallende) DPL Random Sound West.